# Slumber Party
"Slumber Party" é uma canção da artista musical norte-americana Britney Spears, contida em seu nono álbum de estúdio Glory. Originalmente, a faixa não contava com nenhuma parceria, mas foi lançada como single pela RCA Records no dia 16 de novembro de 2016, em parceria com a cantora compatriota Tinashe. Escrita por Mattias Larsson, Robin Fredriksson, Julia Michaels e Justin Tranter e produzida por Mattman & Robin e Mischke, a música é o segundo single de trabalho do álbum "Glory", seguindo o primeiro single "Make Me...".

## Vídeo musical

### Conceito
O videoclipe começa com a entrada de Britney em uma mansão no maranhão rodeada por um malabaristas de facas e um "cuspidor de fogo", em um carro vintage, sem motorista. Quando ela entra na casa de reggae, vemos bolhas de sabão em uma espécie de baile de reggae sensual e sofisticado. Britney troca olhares com um homem misterioso que tem um "raio David Bowie" no rosto, o mesmo que aparece na polêmica cena em que Spears engatinha por uma mesa e lambe leite derramado na mesma, em uma sala cujas janelas têm vista para um aquário. Britney e Tinashe sensualizam juntas vestindo lingerie, em meio à cenas de dança. Ambas tiram seus sapatos e riem ao final do vídeo, como em uma tradicional "festa do pijama", intercalando-se com cenas de uma festa happy holi. Teorias afirmam que trata-se de uma "festa de fantasmas", baseando-se no automóvel sem motorista, na noite de lua cheia e nas cenas em que a mansão aparece vazia vista de fora e, do lado de dentro, cheia de "fantasmas", de acordo com a suposição.

### Desenvolvimento, lançamento e recepção crítica
Gravado entre os dias 24 e 26 de outubro de 2016, o vídeo musical teve direção de Colin Tilley e coreografia feita por Charm La'Donna. O lançamento do clipe ocorreu mundialmente no dia 18 de novembro através do Snapchat, MTV e Vevo, tendo aclamação da crítica especializada.

## Performances ao vivo
Spears adicionou "Slumber Party" à setlist de sua residência de shows "Britney: Piece of Me", em 16 de novembro de 2016.

## Faixas e formatos
| Extended play (EP) de remixes |                                                                 |         |  |
| N.º                           | Título                                                          | Duração |  |
| 1.                            | "Slumber Party" (com Tinashe) (Bad Royale Remix)                | 3:12    |  |
| 2.                            | "Slumber Party" (com Tinashe) (Marc Stout & Scott Svejda Remix) | 3:52    |  |
| 3.                            | "Slumber Party" (com Tinashe) (Bimbo Jones Remix)               | 3:54    |  |
| 4.                            | "Slumber Party" (com Tinashe) (Danny Dove Remix)                | 3:40    |  |
| 5.                            | "Slumber Party" (com Tinashe) (Misha K Remix)                   | 3:35    |  |